# Combate de Los Pozos
El combate de Los Pozos tuvo lugar el 11 de junio de 1826 en el Río de La Plata, frente a la ciudad de Buenos Aires, en una zona de relativa mayor profundidad (de allí el nombre de Los Pozos) y a la vista desde la población, entre la endeble escuadra argentina y la flota del Imperio de Brasil, venciendo la primera.

## Situación anterior al combate
El 10 de diciembre de 1825, el Imperio del Brasil ―que mantenía invadido todo el territorio del Uruguay―, alegando que las Provincias Unidas del Río de la Plata habían apoyado la expedición de los Treinta y Tres Orientales y alentaban a los orientales a liberarse de la ocupación brasileña― le declaró la guerra a las Provincias Unidas, a las cuales se había reintegrado el actual estado uruguayo durante el Congreso de la Florida.
El 21 de diciembre de 1825, una poderosa escuadra imperial al mando del vicealmirante brasileño Rodrigo José Ferreira Lobo bloqueó Buenos Aires.
Entonces el Gobierno de Buenos Aires convocó al marino irlandés nacionalizado argentino Guillermo Brown (48), y el 12 de enero de 1826 le confirió, con el grado de coronel mayor, el mando de la escuadra integrada por muy escasas fuerzas: los bergantines General Balcarce y General Belgrano y una vieja lancha cañonera, la Correntina.
Brown demostró entonces otra faceta de su capacidad: la organización; 12 lanchas cañoneras fueron inmediatamente incorporadas y al poco tiempo se incrementó el número de buques mediante la adquisición de la fragata Veinticinco de Mayo, los bergantines Congreso Nacional y República y las goletas Sarandí y Pepa. El almirante izó su insignia en la fragata Veinticinco de Mayo.
Las primeras acciones contra la flota brasileña tuvieron lugar el 9 de febrero de 1826. Durante el combate la fragata Itaparica, buque insignia del almirante brasileño, sufrió graves averías.

## El combate
El 10 de junio de 1826 una poderosa fuerza brasileña se presentó ante Buenos Aires, integrada por 31 barcos. Brown solo disponía de 4 buques y 7 cañoneras, pero dirigiéndose a sus tripulantes los arengó con estas palabras:

Marinos y soldados de la República: ¿véis esa gran montaña flotante? ¡Son los 31 buques enemigos! Pero no creáis que vuestro general abriga el menor recelo, pues no duda de vuestro valor y espera que imitaréis a la Veinticinco de Mayo, que será echada a pique antes que rendida. Camaradas: ¡confianza en la victoria, disciplina y tres vivas a la Patria!
Guillermo Brown

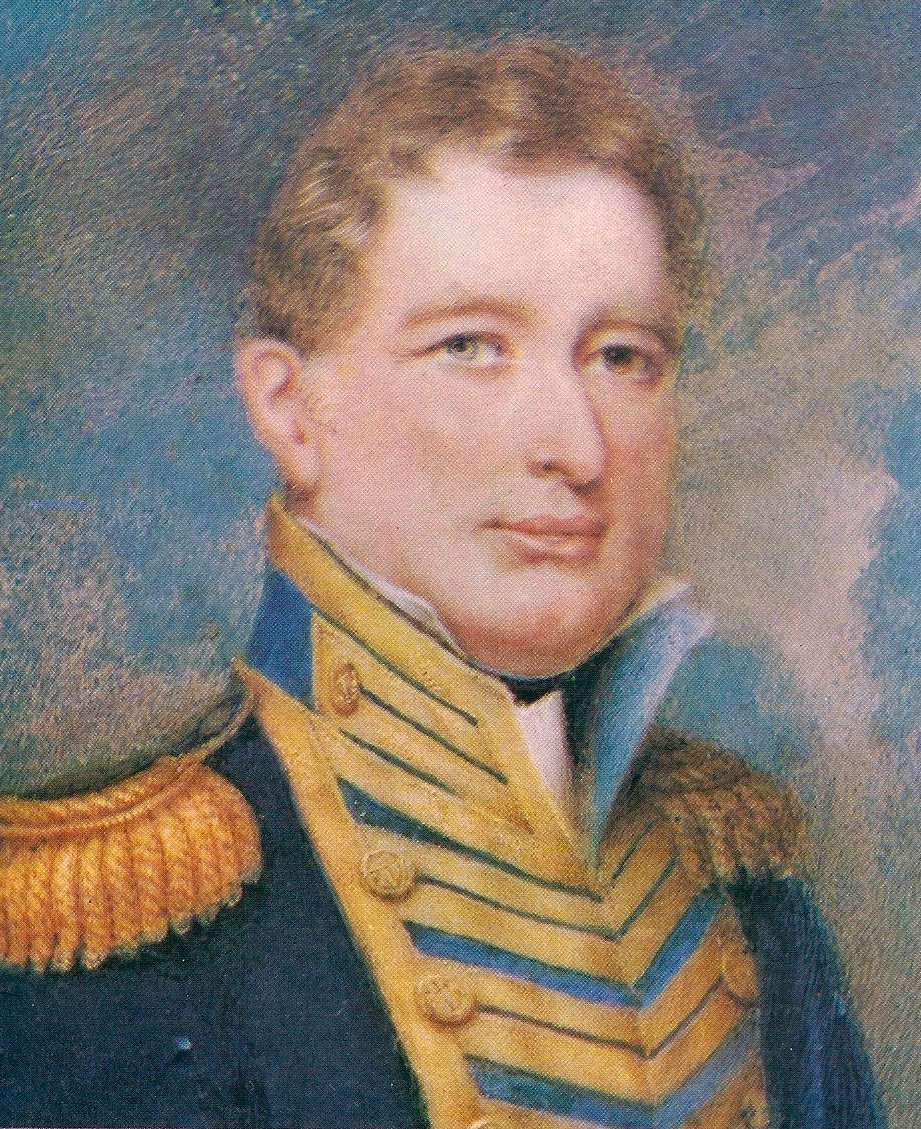
El marino irlandés nacionalizado argentino en 1812, Guillermo Brown.

Momentos después, la nave capitana de Brown dio la consigna:
 «¡Fuego rasante que el pueblo nos contempla!» 
Poco antes de las dos de la tarde se empeñó la acción en toda la línea. Aumentó la expectativa de la muchedumbre agolpada en la ribera con la presencia de otras naves que a toda vela acudían al lugar del combate. Era el comandante Leonardo Rosales que llegaba en ayuda del almirante con la goleta Río de la Plata y lo mismo hacía Nicolás Jorge con el bergantín General Balcarce. Para facilitar la maniobra de estas dos naves, Brown atacó con frágiles cañoneras a uno de los más poderosos buques brasileños, la fragata Nitcheroy y al despejarse el humo del combate se vio que la fuerza enemiga se retiraba.
Hubo un muerto del lado de Las Provincias Unidas.
Brown ese día recibió del pueblo de Buenos Aires las pruebas más exaltadas de admiración y gratitud ante esta victoria de Las Provincias Unidas llamada combate de Los Pozos.